# Knurowska Przełęcz

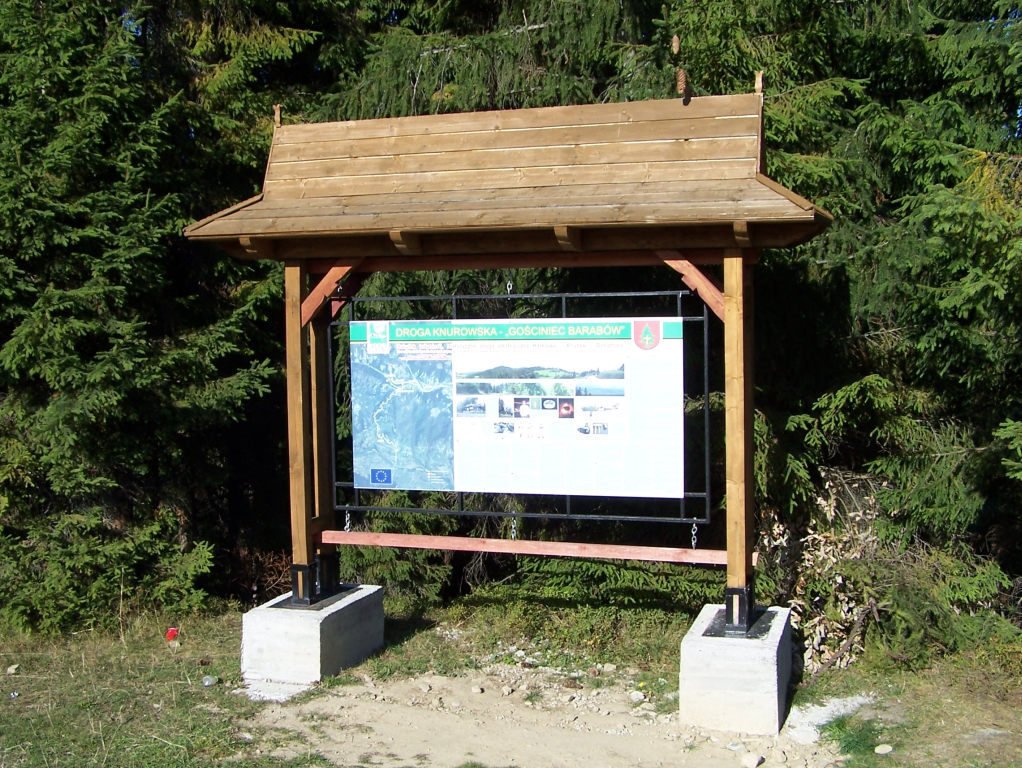
Jedna z tablic informacyjnych Drogi Knurowskiej w rejonie przełęczy

Knurowska Przełęcz, Przełęcz Knurowska (832 m) – szeroka przełęcz w Gorcach, oddzielająca rozróg Turbacza od Pasma Lubania.

## Opis przełęczy
Przebiega przez nią asfaltowa, kręta droga powiatowa, prowadząca z Harklowej przez Ochotnicę Górną i Ochotnicę Dolną do Tylmanowej. Po północnej stronie przełęczy znajduje się wieś Ochotnica Górna, po południowej wieś Knurów w powiecie nowotarskim, w województwie małopolskim. Nazwa przełęczy pochodzi od wsi Knurów. Knurowska Przełęcz bywa także nazywana Przełęczą Ochotnicką lub Furcówką. Jest jedyną przejezdną przełęczą przez Gorce w kierunku południe-północ.
Droga przebiegająca przez tę przełęcz, tzw. Droga Knurowska wykonana została za czasów zaboru austriackiego w celach militarnych, bardzo solidnie, jak na możliwości owych czasów. We wrześniu 1939 rejon przełęczy dozorowany był przez liczący kilkunastu żołnierzy patrol oddziału wydzielonego „Roman”, dowodzonego przez kpt. Romana Wróblewskiego. Miał on za zadanie obserwować ruchy nieprzyjaciela i ewentualnie powstrzymać go. 3 IX dostrzegł on zmierzającą ku przełęczy i liczącą 5 km długości zmotoryzowaną kolumnę wojsk niemiecko-słowackich. Wysłał za pomocą gołębi pocztowych meldunek do sztabu i z uwagi na miażdżącą przewagę nieprzyjaciela wycofał się z przełęczy. Wojska niemieckie ze słowackimi oddziałami przekroczyły w tym samym dniu przełęcz i zajęły wieś Ochotnicę Górną.
Nieopodal przełęczy, przy czerwonym szlaku na Turbacz, na polanie Karolowe, znajduje się prywatny pensjonat oferujący noclegi. Nieco poniżej przełęczy, na zakręcie znajduje się jedna z kilku tablic informacyjnych o Drodze Knurowskiej. Remont tej drogi, jak również informacyjne tablice dydaktyczne współfinansowane zostały przez Unię Europejską.
Z rzadkich w Polsce roślin w rejonie przełęczy rośnie widlicz Isslera.

## Szlak turystyczny
Główny Szlak Beskidzki, odcinek: Knurowska Przełęcz – Karolowe – Rąbaniska – Zielenica – Hala Nowa – Hala Młyńska – Kiczora – Trzy Kopce – Polana Gabrowska – Hala Długa – Turbacz. Odległość 8,5 km, suma podejść 610 m, suma zejść 140 m, czas przejścia 3 godz., z powrotem 2 godz. 5 min.
 Główny Szlak Beskidzki, odcinek: Knurowska Przełęcz – Turkówka – Turkowska – Bukowinka – Chałupisko – Cyrla – Studzionki – Kotelnica – Runek (Hubieński) – Runek – Polana Wybrańska – Kudowski Wierch – Kudów – Jaworzyny Ochotnickie – Lubań – Wierch Lubania. Odległość 13,7 km, suma podejść 750 m, suma zejść 430 m, czas przejścia: 4 godz., z powrotem 3:05 godz.